# Народная (връх)
На̀родная (на руски: Народная) е планински връх с височина 1895 m (65°02′06″ с. ш. 60°06′48″ и. д. / 65.035° с. ш. 60.113333° и. д.)., най-високата точка на планината Урал. Името е предложено през 1927 г. от Александър Альошков, геолог и изследовател на региона, като се среща с две ударения - на първата сричка, от местното название на р. На̀рода на езика коми, и на втората - от думата "народ".
Разположен е в Приполярен Урал, на границата между Република Коми и Ханти-Мансийския автономен окръг, на Тюменска област в Русия. Изграден е от кварцити и метаморфни шисти с протерозойска и камбрийска възраст. От югозападното му подножие води началото си река Косю (ляв приток на Уса, от басейна на Печора), а от югоизточното – река Народа, от басейна на Об. По склоновете му има малки ледници. В подножието му и в дълбоките долини има редки лиственични и брезови гори, а нагоре следва планинска тундра.